# Chaima Midi
Pour les articles homonymes, voir Midi.
Chaima Midi, née le 1er février 1996, est une karatéka algérienne.

## Carrière
Elle remporte la médaille de bronze en kumite individuel des moins de 61 kg et la médaille d'or en kumite par équipe lors des Championnats d'Afrique de karaté 2018.
Elle est médaillée d'argent en kumite individuel des moins de 61 kg aux Championnats d'Afrique de karaté 2019.
Elle obtient la médaille d'or en kumite individuel des moins de 61 kg lors des Jeux africains de 2019 à Rabat.
En mars 2024, elle est médaillée de bronze en kumite individuel des moins de 61 kg aux Jeux africains à Accra.

## Palmarès
| Année | Compétition                           | Lieu       | Résultat | Catégorie         |
| ----- | ------------------------------------- | ---------- | -------- | ----------------- |
| 2018  | Championnats d'Afrique de karaté 2018 | Kigali     | 3e       | Kumite −61 kg     |
| 2018  | Championnats d'Afrique de karaté 2018 | Kigali     | 1re      | Kumite par équipe |
| 2019  | Championnats d'Afrique de karaté 2019 | Gaborone   | 2e       | Kumite −61 kg     |
| 2019  | Championnats d'Afrique de karaté 2019 | Gaborone   | 3e       | Kumite par équipe |
| 2019  | Jeux africains de 2019                | Rabat      | 1re      | Kumite −61 kg     |
| 2019  | Jeux africains de 2019                | Rabat      | 3e       | Kumite par équipe |
| 2020  | Championnats d'Afrique de karaté 2020 | Tanger     | 3e       | Kumite −61 kg     |
| 2021  | Championnats d'Afrique de karaté 2021 | Le Caire   | 3e       | Kumite −61 kg     |
| 2021  | Championnats d'Afrique de karaté 2021 | Le Caire   | 2e       | Kumite par équipe |
| 2022  | Jeux méditerranéens de 2022           | Oran       | 1re      | Kumite −61 kg     |
| 2022  | Championnats d'Afrique de karaté 2022 | Durban     | 1re      | Kumite −61 kg     |
| 2022  | Championnats d'Afrique de karaté 2022 | Durban     | 1re      | Kumite par équipe |
| 2023  | Jeux panarabes de 2023                | Alger      | 2e       | Kumite −61 kg     |
| 2023  | Championnats d'Afrique de karaté 2023 | Casablanca | 3e       | Kumite −61 kg     |
| 2023  | Championnats d'Afrique de karaté 2023 | Casablanca | 1re      | Kumite par équipe |
| 2024  | Jeux africains                        | Accra      | 3e       | Kumite -61 kg     |